# Artur Noga
Artur Noga (né le 2 mai 1988 à Racibórz) est un athlète polonais, spécialiste du 110 m haies.

## Carrière sportive
Artur Noga a remporté les Championnats du monde junior d'athlétisme 2006 sur 110 mètres haies.
L'année suivante, il s'impose aux Championnats d'Europe junior d'athlétisme 2007 en 13 s 36.
En 2008, il réalise son meilleur temps en 13 s 34, lors des demi-finales des Jeux olympiques de Pékin. Il se classe finalement cinquième de la finale en 13 s 36.
Meilleur temps des engagés sur 110 m haies aux Championnats d'Europe espoirs d'athlétisme 2009, il remporte la médaille d'or en 13 s 47.
À Eugene, le 3 juillet 2010, il porte son record à 13 s 29 (vent favorable 1,6 m/s).
Aux Championnats d'Europe d'athlétisme 2010, Artur Noga prend la 5e place lors de la finale, avec un temps de 13 s 44. Deux ans plus tard, il égale le record de Pologne en 13 s 27 pour terminer 3e des championnats d'Europe d'athlétisme 2012. Aligné aux Jeux olympiques, il échoue dès les séries.
Il accède aux demi-finales des championnats du monde d'athlétisme 2013 mais est éliminé pour un centième de seconde. Lors du meeting de Varsovie il améliore le record de Pologne en courant en 13 s 26.

## Palmarès

### Jeux olympiques d'été
- Jeux olympiques d'été de 2008 à Pékin,  Chine
  - 5e place sur 110 m haies

### Championnats d'Europe d'athlétisme
- Championnats d'Europe d'athlétisme 2010 à Barcelone,  Espagne
  - 5e place sur 110 m haies
- Championnats d'Europe d'athlétisme 2012 à Helsinki,  Finlande
  -  sur 110 m haies

### Championnats du monde junior d'athlétisme
- Championnats du monde junior d'athlétisme 2006 à Pékin,  Chine
  -  Médaille d'or du 110 m haies, en 13 s 23, record d'Europe junior

### Championnats d'Europe espoirs d'athlétisme
- Championnats d'Europe espoirs d'athlétisme 2009 à Kaunas,  Lituanie
  -  Médaille d'or du 110 m haies

### Championnats d'Europe junior d'athlétisme
- Championnats d'Europe junior d'athlétisme 2007 à Hengelo,  Pays-Bas
  -  Médaille d'or du 110 m haies, en 13 s 36, record des championnats

## Records
| Épreuve     | Temps   | Lieu           | Date                            |
| ----------- | ------- | -------------- | ------------------------------- |
| 110 m haies | 13 s 26 | Varsovie       | 25 août 2013                    |
| 60 m haies  | 7 s 64  | Varsovie Toruń | 10 février 2008 23 janvier 2021 |